# Heinkel HE 5
Die Heinkel HE 5 war ein deutsches Schwimmer-Aufklärungsflugzeug der 1920er Jahre. Das Kürzel HE steht für Heinkel Eindecker.

## Geschichte
Als Folge der Aufhebung der nach dem Ersten Weltkrieg im Versailler Vertrag festgelegten Beschränkungen hinsichtlich der technischen Parameter für die in Deutschland zugelassenen zivilen Motorflugzeuge initiierte der Deutsche Luftfahrt-Verband e. V. im Februar 1926 den noch im selben Jahr geplanten Deutschen Seeflug-Wettbewerb. Offizielles Ziel war die Entwicklung eines leistungsfähigen und seetüchtigen Postflugzeugs. Da die auf insgesamt 360.000 RM dotierten Geldpreise aber von der als Initiatorin hinter dem Verein fungierenden Marineleitung bereitgestellt wurden, kann von einer ins Auge gefassten zukünftigen Verwendung militärischer Art ausgegangen werden. Heinkel entwickelte in kürzester Zeit neben dem Doppeldecker HD 24 die als Eindecker ausgelegte HE 5, von der zwei Exemplare für den Wettbewerb gebaut wurden. Das erste als HE 5a bezeichnete Exemplar war mit einem englischen Reihenmotor Napier Lion ausgerüstet, die als HE 5b betitelte zweite Maschine erhielt die französische Lizenzausführung eines Jupiter-Sternmotors.

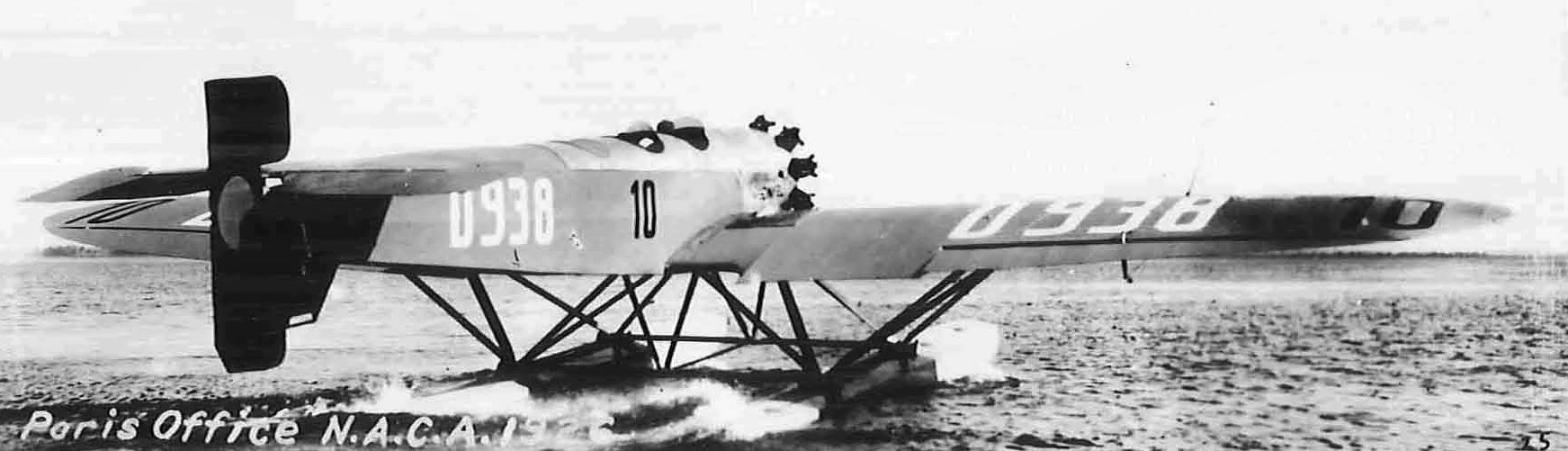
Die beim Wettbewerb von 1926 versenkte HE 5b

Der im Juli 1926 ausgetragene Wettbewerb wurden von den beiden HE 5 dominiert, die nach vier Streckenflügen über insgesamt fast 4000 km auf den vordersten Plätzen lagen. Bei der als letztes ausgeführten Seefähigkeitsprüfung verschätzte sich der auf dem zweiten Platz liegende Pilot Ottfried von Dewitz jedoch bei der Landung und setzte seine HE 5b so hart auf der Wasseroberfläche auf, dass die vorderen Schwimmersegmente wegbrachen. Zusätzlich wurde das Flugzeug noch von einem zu Hilfe kommenden Sicherungsboot gerammt und endgültig versenkt. Zwar schied von Dewitz nach dieser Havarie aus, aber Heinkels zweiter Pilot Wolfgang von Gronau konnte mit der HE 5a die Prüfung erfolgreich beenden und den Wettbewerb für sich entscheiden. Anschließend konnte er die Zuverlässigkeit der Konstruktion nochmals unter Beweis stellen und zusammen mit dem schwedischen Flieger Tornberg am 2. bzw. 10. November 1926 zwei Höhenweltrekorde erfliegen; die ersten Deutschlands, die nach dessen Wiederaufnahme in die FAI international Anerkennung fanden. Sie erreichten mit 1000 kg Nutzlast 4492 m Höhe sowie mit 500 kg 5731 m.
Die Erfolge zogen eine Bestellung der schwedischen Luftstreitkräfte im Oktober 1926 über vorerst vier Flugzeuge nach sich, die bei Svenska Aero in Lizenz gebaut und im Mai/Juni 1927 ausgeliefert wurden. Anschließend wurde die Bestellung um weitere 36 Stück erweitert, deren Bau 1937 abgeschlossen wurde. Sie waren unterschiedlich motorisiert und wurden dementsprechend als S 5 oder S 5A bis S 5D bezeichnet. Erste und letztere Version erhielten als Bewaffnung zwei 8-mm-MG m/22. Die letzten dieser schwedischen Flugzeuge wurden erst 1945 ausgemustert. Zwei S 5 wurden 1928 bei der Rettungsexpedition für das im Eismeer mit seinem Konstrukteur Umberto Nobile verunglückte Luftschiff Italia eingesetzt.
In Deutschland wurden abzüglich der beiden Wettbewerbsmodelle 15 Exemplare ab 1927 gefertigt und mit unterschiedlichen Versionen des BMW VI ausgerüstet. Sie erhielten die Versionsbezeichnungen c, d und e. Eine HE 5e wurde im Sommer 1928 auf dem Pariser Aerosalon ausgestellt. Da die HE 5 im Mobilisierungsfall für die Lizenzfertigung vorgesehen war, wurden bei Focke-Wulf in Bremen vier Stück probeweise produziert und als HE 5f bezeichnet. Halter aller in Deutschland zugelassenen Maschinen war die DVS, die sie offiziell zur Seeschulung einsetzte, aber auch zur Erprobung von Bewaffnung und Ausrüstung bei der Erprobungsstelle See des RDL (Reichsverband der deutschen Luftfahrtindustrie) in Travemünde.
Auch die Sowjetunion zeigte Interesse und erwarb 1927 je eine HE 5d und HE 5e. Die HE 5d wurde ab 17. Oktober 1927 in Warnemünde getestet und am 31. Oktober zum Seetransport auf den Frachter Kalinin verladen. Auf der Fahrt erlitt sie einige Schäden – verursacht laut Übernahmeprotokoll durch mangelhafte Verpackung – wurde aber repariert und von Februar bis zum Mai 1928 in Sewastopol ausgiebig von den Piloten Ribaltschuk und Komarenko getestet. Sie bescheinigten dem Modell die Eignung zur Verwendung auf geschlossenen Gewässern und Flüssen, rieten aber wegen schwieriger Start- und Landeeigenschaften von einem Betrieb auf dem Meer ab. Die HE 5d flog anschließend bei der 65. Fliegerabteilung der Schwarzmeerflotte und wurde am 9. August 1929 durch deren Kommandeur bei einer missglückten Wasserung nach einem Nachtflug zerstört. Sie wurde zwar gehoben, wegen der starken Beschädigungen aber nicht wieder aufgebaut. Die HE 5e befand sich bei ihrem Kauf noch im Bau und wurde auf Wunsch des sowjetischen Vertreters Nikolai Charlamow in dieser Phase zum Zweisitzer umgerüstet, nachdem zuvor im Dezember 1927 über die sowjetische Botschaft in Berlin schon einige Änderungswünsche bei Heinkel eingegangen waren. Sie umfassten die Montage eines Außenlastträger zur Mitnahme einer 160-kg-Bombe und eines Bombenzielgeräts Goerz FI 110. Weitere Bewaffnungsoptionen waren ein auf der linken Rumpfseite angebrachtes starres Vickers-MG und in der hinteren Kabine eine mit einem Lewis-Doppel-MG bestückte Drehringlafette Tur-6. Auch eine Kamera- und Funkausrüstung wurde installiert. Die HE 5e wurde nach ihrer Fertigstellung im März 1928 ebenfalls per Schiff, diesmal an Bord des Dampfers Karl Liebknecht, in die Sowjetunion gebracht und an die Fliegerschule Jeisk abgegeben, wo sie noch bis 1930 verwendet und anschließend verschrottet wurde.

## Konstruktion
Die HE 5 ist ein halbfreitragender Tiefdecker in Gemischtbauweise. Der Rumpf besitzt einen rechteckigen Querschnitt mit gewölbtem Rücken und besteht aus einem Stahlrohrfachwerkgerüst mit einer Aluminiumverkleidung im Motorbereich und Stoffbespannung im sonstigen. Der Führerraum kann je nach Bedarf mit zwei oder drei Sitzen ausgerüstet werden. Die zweiholmigen, rechteckigen Tragflächen mit elliptischen Randbögen und einer V-Stellung von 2,5° sind zweiteilig ausgeführt und bestehen aus einer Holzkonstruktion, die im Bereich der Flügelnase mit Sperrholz beplankt und im übrigen mit Stoff bespannt ist. Mit dem Rumpf sind sie durch Hakengelenke verbunden. Das Leitwerk besteht aus dem Höhenruder mit durchgehender Achse und integrierter, im Flug verstellbarer, halbfreitragender Höhenflosse und dem tief angesetzten Seitenruder. Alle Ruder bestehen aus einem Stahlrohrgerüst mit Stoffbespannung. Das Schwimmwerk besteht aus zwei zweistufigen, vorn flachen und hinten gekielten Holzschwimmern mit Duraluminboden mit 95 % Reserveauftrieb und je 1475 Litern Rauminhalt. Sie sind mit dem Rumpf und dem Tragwerk durch Stahlrohrstreben verbunden.

## Versionen
| Bezeichnung     | Anmerkungen |
| --------------- | --- |
| HE 5a           | Erstes gebautes Exemplar mit der Werknummer 247 und dem Kennzeichen D–937. Gewinner des Deutschen Seeflug-Wettbewerbs 1926. |
| HE 5b           | Zweites gebautes Exemplar mit der Werknummer 248, dem Kennzeichen D–938 und nach unten vergrößertem Seitenruder. Verlust während des Deutschen Seeflug-Wettbewerbs 1926 nach Bruchlandung und anschließender versehentlicher Versenkung durch das Flugsicherungsboot „Otto Lilienthal“. |
| HE 5c           | Erste Serienausführung, es wurden 1927 zwei Stück mit den Werknummern 275 (Kennzeichen D–21164) und 276 (D–1268) gebaut. |
| HE 5d           | Ausführung mit dem Motor BMW VIa. Nur ein Exemplar (WNr. 277) wurde gebaut und 1927 an die Sowjetunion verkauft. |
| HE 5e (HE 5 VF) | In Deutschland meistgebaute Serienversion mit annähernd ovalem Rumpfquerschnitt, anderer Seitenruderform und vergrößertem Höhenruder. 1928 wurden acht Stück gebaut, Werknummern waren 289, 290, 297–302. Nummer 289 wurde 1927 an die Sowjetunion verkauft. Die 302 erhielt Tragflächen mit verändertem Profil und ein geändertes Leitwerk und wurde 1930 als HE 5 VF in Travemünde getestet. |
| HE 5f           | 1932 bei Focke-Wulf in Bremen in vier Exemplaren gebaute Probeserie mit BMW-VI-7,3Z-Triebwerk. Werknummern waren 116–119. |
| S 5 Hansa       | Schwedische Ausführung mit Bristol Jupiter mit 450 PS (331 kW). Vier Stück wurden 1927 mit den Werknummern 32–35 gebaut und mit den taktischen Nummern 251–254 bei den schwedischen Luftstreitkräften in Dienst gestellt. S steht für Spaningsflygplan, Aufklärungsflugzeug. |
| S 5A            | Schwedische Version mit einem Motor Bristol Jupiter VI A. Insgesamt wurden 22 Stück von Januar 1928 bis Dezember 1932 gebaut, davon zehn bei Svenska Aero und zwölf bei Centrala Flygverkstaden i Västerås (CVV, Zentrale Luftfahrtwerkstatt Västerås). Sie flogen mit den taktischen Nummern 465–476.                                                                                         |
| S 5B            | 1934 bei CVV als Einzelstück gefertigte Version mit Nohab My VI A als Antrieb (600 PS (441 kW)). Sie erhielt die Werknummer L und flog mit der taktischen Nummer 477. |
| S 5C            | Ebenfalls bei CVV produzierte und mit Nohab My VI A ausgerüstete Serie von neun Flugzeugen. Sie entstanden von 1935 bis 1937 mit den Werknummern M, N, P, R–Z und wurden mit den taktischen Nummern 478–486 eingesetzt. |
| S 5D            | Die letzte, in vier Exemplaren erschienene Version wurde von 1935 bis 1937 mit den Werknummern A–D gebaut und bekam die taktischen Nummern 487–490 zugewiesen. Als Antrieb diente ein Nohab My VII A mit 675 PS (496 kW). Produziert wurde sie bei CVV. |

## Technische Daten

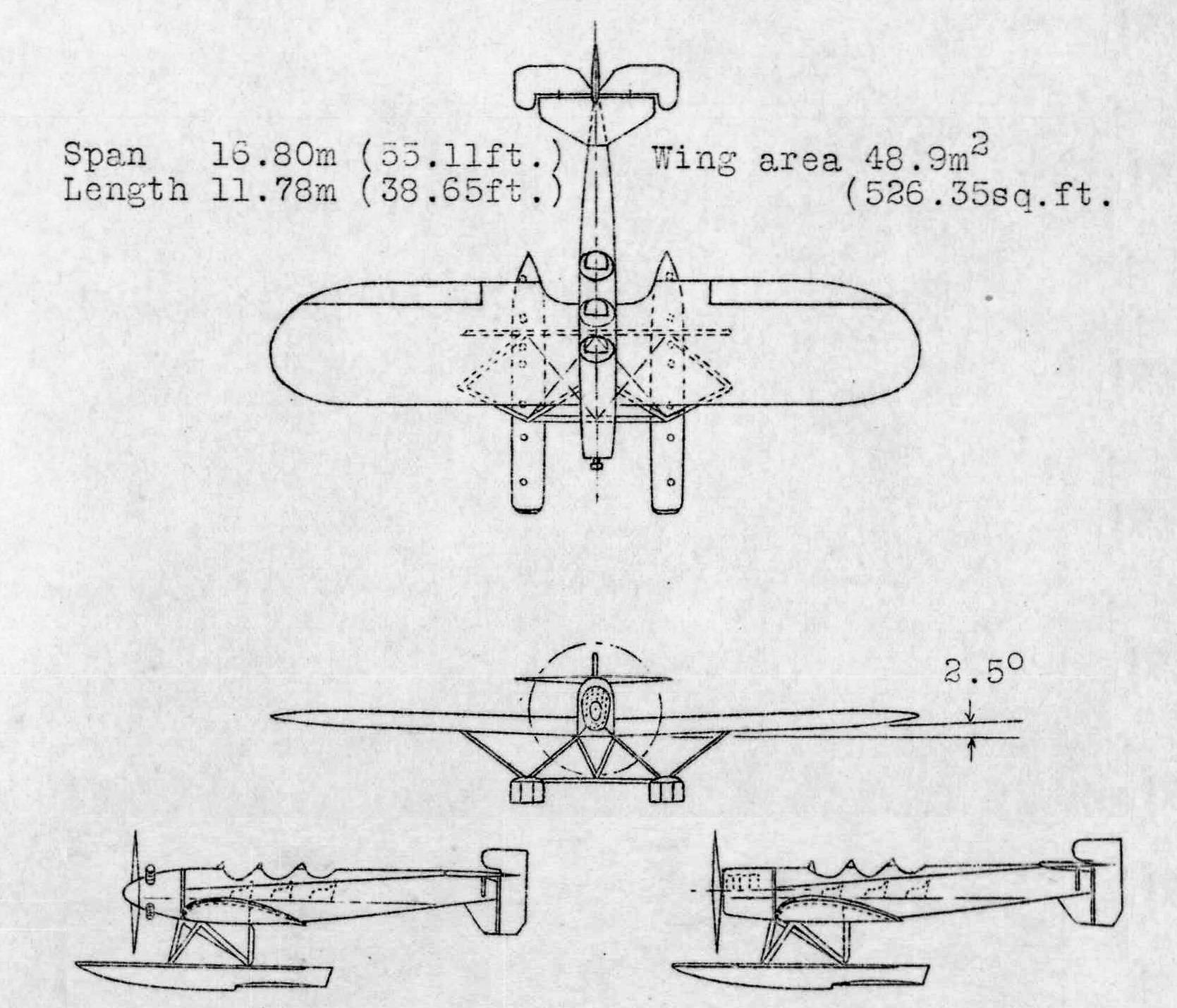
Dreiseitenriss der HE 5a; links unten eine Seitenansicht mit nicht näher benanntem Fünfzylinder-Sternmotor

| Kenngröße             | HE 5a                                             | HE 5b                                             | HE 5c                                             | HE 5e                                             | HE 5f                                             |
| --------------------- | ------------------------------------------------- | ------------------------------------------------- | ------------------------------------------------- | ------------------------------------------------- | ------------------------------------------------- |
| Erstflug              | 1926                                              | 1926                                              | 1927                                              | 1928                                              | 1929                                              |
| Besatzung             | 3                                                 | 3                                                 | 2                                                 | 3                                                 | 3                                                 |
| Triebwerk             | ein Napier Lion XI                                | ein Gnôme et Rhône Jupiter VI                     | ein BMW VI 5,5                                    | ein BMW VI 5,5Z                                   | ein BMW VI 7,3Z                                   |
| Leistung              | 450 PS (331 kW)                                   | 420 PS (309 kW)                                   | 600 PS (441 kW)                                   | 650 PS (478 kW)                                   | 750 PS (552 kW)                                   |
| Länge                 | 11,8 m                                            | 11,8 m                                            | 12,1 m                                            | 12,18 m                                           | 12,1 m                                            |
| Spannweite            | 16,8 m                                            | 16,8 m                                            | 16,8 m                                            | 16,74 m                                           | 16,8 m                                            |
| Höhe                  | 4,56 m                                            | 4,36 m                                            | k. A.                                             | 4,25 m                                            | 4,24 m                                            |
| Flügelfläche          | 48,98 m²                                          | 48,98 m²                                          | 48,94 m²                                          | 47,8 m²                                           | 48,94 m²                                          |
| Rüstmasse             | 1650 kg                                           | 1530 kg                                           | 1890 kg                                           | 2227 kg                                           | 1950 kg                                           |
| Nutzlast              | k. A.                                             | k. A.                                             | 300 kg                                            | 95 kg                                             | 190 kg                                            |
| Startmasse            | 2500 kg                                           | 2500 kg                                           | 2870 kg                                           | 2900 kg                                           | 2900 kg                                           |
| Höchstgeschwindigkeit | 209 km/h in Bodennähe                             | 200 km/h in Bodennähe                             | 230 km/h in Bodennähe                             | 226 km/h in Bodennähe                             | 230 km/h in Bodennähe                             |
| Reisegeschwindigkeit  | 180 km/h                                          | 180 km/h                                          | 190 km/h                                          | 179 km/h                                          | 185 km/h                                          |
| Landegeschwindigkeit  | 86 km/h                                           | 85 km/h                                           | 88 km/h                                           | 101 km/h                                          | 88 km/h                                           |
| Steigzeit             | 3:54 min auf 1000 m Höhe 8:18 min auf 2000 m Höhe | 4:06 min auf 1000 m Höhe 8:48 min auf 2000 m Höhe | 3:18 min auf 1000 m Höhe 7:30 min auf 2000 m Höhe | 2:54 min auf 1000 m Höhe 6:30 min auf 2000 m Höhe | 3:18 min auf 1000 m Höhe 7:24 min auf 2000 m Höhe |
| Dienstgipfelhöhe      | 5800 km                                           | 5000 km                                           | 5800 km                                           | 5220 km                                           | 6000 m                                            |
| Reichweite            | 800 km                                            | 800 km                                            | 1000 km                                           | 630 km                                            | 950 km                                            |
| Startrollstrecke      | k. A.                                             | k. A.                                             | k. A.                                             | 230 m                                             | k. A.                                             |

## Erhaltene Exemplare

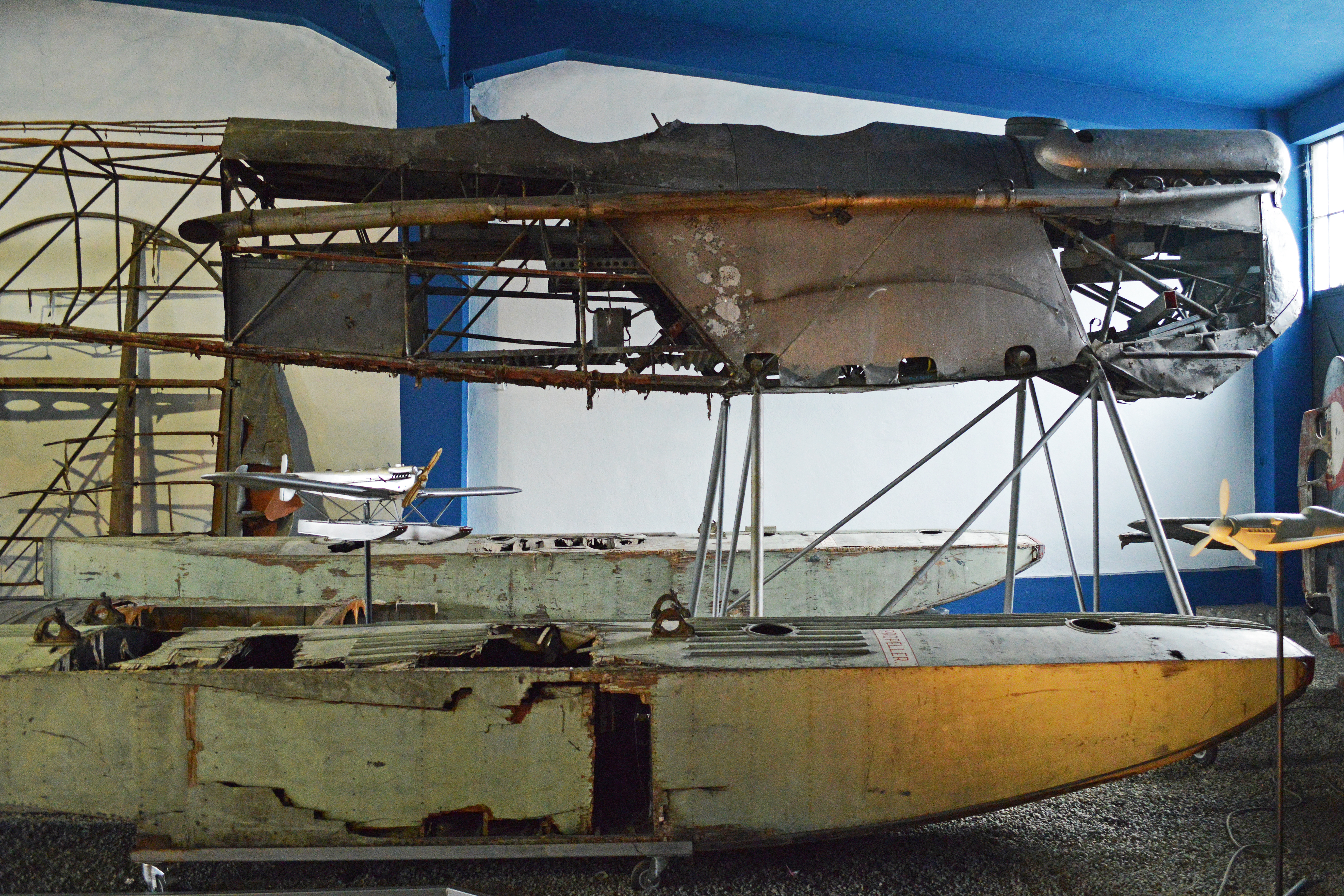
Wrack einer HE 5f im Luftfahrtmuseum Krakau

Von der HE 5 ist kein vollständiges Exemplar erhalten geblieben. Einzig im polnischen Luftfahrtmuseum in Krakau können die Reste einer HE 5f besichtigt werden. Das Flugzeug mit der Werknummer 117 gehörte zu der 1932 bei Focke-Wulf gefertigten Probeserie und ist ehemaliger Bestandteil der Deutschen Luftfahrtsammlung Berlin.